# Mazarin, le maître du jeu
Mazarin, le maître du jeu est un livre de l’écrivaine française Simone Bertière paru le 14 août 2007 aux Éditions de Fallois.
Il s’agit d’un essai biographique de 728 pages sur le cardinal Jules Mazarin.
Simone Bertière, née Reissier le 7 octobre 1926 à Lyon, est une biographe et écrivaine française. Elle a été maître-assistant puis maître de conférences en littérature à l'université Bordeaux 3.
Depuis 2012, elle est membre du conseil scientifique du Figaro histoire.

## Résumé
Mazarin, qui succède à Richelieu en tant que principal ministre d'État de 1643 à 1661, ne part de rien mais devient, par un travail acharné, un des hommes les plus puissants et importants de France et d’Europe.
Le  livre de Simone Bertière dévoile l’ascension de cet homme hors norme qui a lutté pour la paix contre la maison d’Autriche. Il montre aussi un homme sans haine, bon vivant et amoureux des Arts.
L’entourage du célèbre cardinal n’est rien d’autre que Louis XIII, Louis XIV, les papes Urbain VIII et Innocent X ainsi que Anne d’Autriche et autres personnalités très influentes de cette époque appelée le « Grand Siècle », dans lequel Simone Bertière transporte ses lectrices et lecteurs.

## Éléments biographiques du cardinal Mazarin
Jules Mazarin, né à Pescina, dans les Abruzzes, royaume de Naples, le 14 juillet 1602 et mort à Vincennes le 9 mars 1661, mieux connu sous le nom de cardinal Mazarin, fut un diplomate et homme politique, d'abord au service de la Papauté, puis de deux rois de France. 

## Prix et distinctions
- 2007 : Prix de la meilleure biographie de l'année 2007 du magazine Lire
- 2008 : Lauréat du 32e prix de la Fondation Pierre-Lafue
- 2008 : sélectionné pour le Prix France Télévisions, catégorie Essai[4].

## Éditions
- Éditions de Fallois, Paris, 2007, 697 p. + 24 p. de planches illustrées,  (ISBN 978-2-87706-635-8)[1]
- Le Grand livre du mois, Paris, 2007,  (ISBN 978-2-286-03487-0)[5]
- Éd. France loisirs, Paris, 2009,  (ISBN 978-2-298-02122-6)[6]
- Le Livre de poche, no 31283, Paris, 2009, 950 p. + 24 p. de planches illustrées,  (ISBN 978-2-253-12599-0)[7]